# Koszary w Gnieźnie
Koszary w Gnieźnie – kompleksy koszarowe znajdujące się na terenie garnizonu Gniezno. 
Przed I wojną światową stacjonowały w nich niemieckie 12 pułk dragonów i 49 pułk piechoty; w okresie II Rzeczypospolitej dowództwo 17 Wielkopolskiej Dywizji Piechoty oraz pododdziały 17 pułku artylerii lekkiej i 69 pułku piechoty, a po II wojnie światowej jednostki 12 Brygady Artylerii Ciężkiej, a później 91 Wejherowski pułk artylerii przeciwpancernej.

## Charakterystyka
Na terenie garnizonu gnieźnieńskiego funkcjonowało kilka kompleksów koszarowych.

Od lat dziewięćdziesiątych XIX wieku w koszarach przy ulicy Sobieskiego stacjonował niemiecki 49 pułk piechoty. W okresie I wojny światowej sformowano w nich 357 pułk piechoty. 

Koszary kawaleryjskie wzniesione zostały w 1892, a do 1914 kwaterował w nich niemiecki 12 pułk dragonów im. von Arnima (2 Brandenburski). Typowy układ dla koszar niemieckich z tego okresu sytuował wzdłuż ulicy szwadronowe bloki koszarowe. W głębi kompleksu koszarowego przy ulicy Wrzesińskiej znajdowało się pięć obszernych stajni, z których trzy połączone były krytymi ujeżdżalniami.

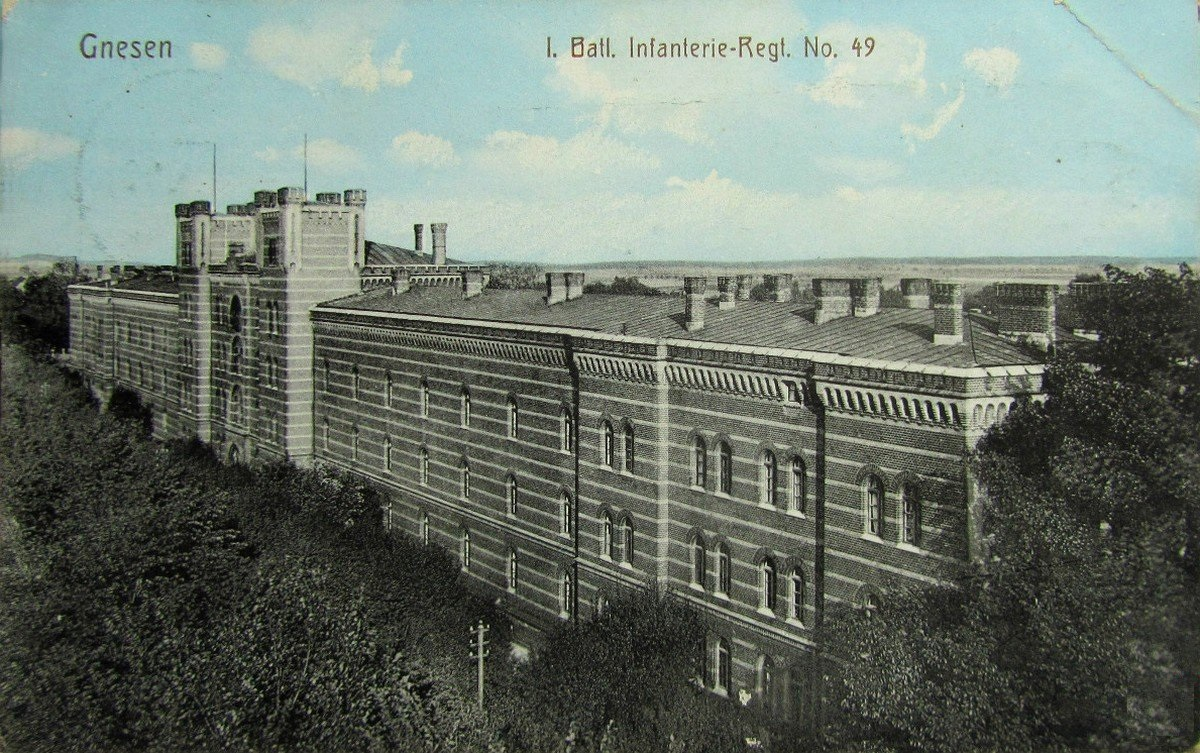
Koszary piechoty w 1918

W grudniu 1918 kompleks stał się ważnym miejscem formowania jednostek powstańców wielkopolskich. Już na początku stycznia 1919 Mariusz Wachtel rozpoczął organizację kompanii piechoty, a ppor. Edward Grabski tworzył szwadrony przyszłego 2 (3) pułku Ułanów Wielkopolskich. W maju 3 pułk ułanów został skierowany na front nad Notecią. Po kilku miesiącach ułani powrócili do macierzystego garnizonu. Z końcem stycznia 1920 pułk przeszedł czasowo do Bydgoszczy, a pod koniec lutego na front wschodni. Walcząc na froncie pułk ponosił duże straty. W połowie września do koszar przy ul. Wrzesińskiej 43-51 i ul. Artyleryjskiej 1 powróciło 100 żołnierzy 17 pułku ułanów.

W 1922 jednostka przekwaterowana została do stałego garnizonu w Lesznie, a już od 16 listopada 1921 koszary przy ul. Wrzesińskiej zaczęły zajmować pododdziały 17 pułk artylerii polowej i tu kwaterowały do września 1939. 

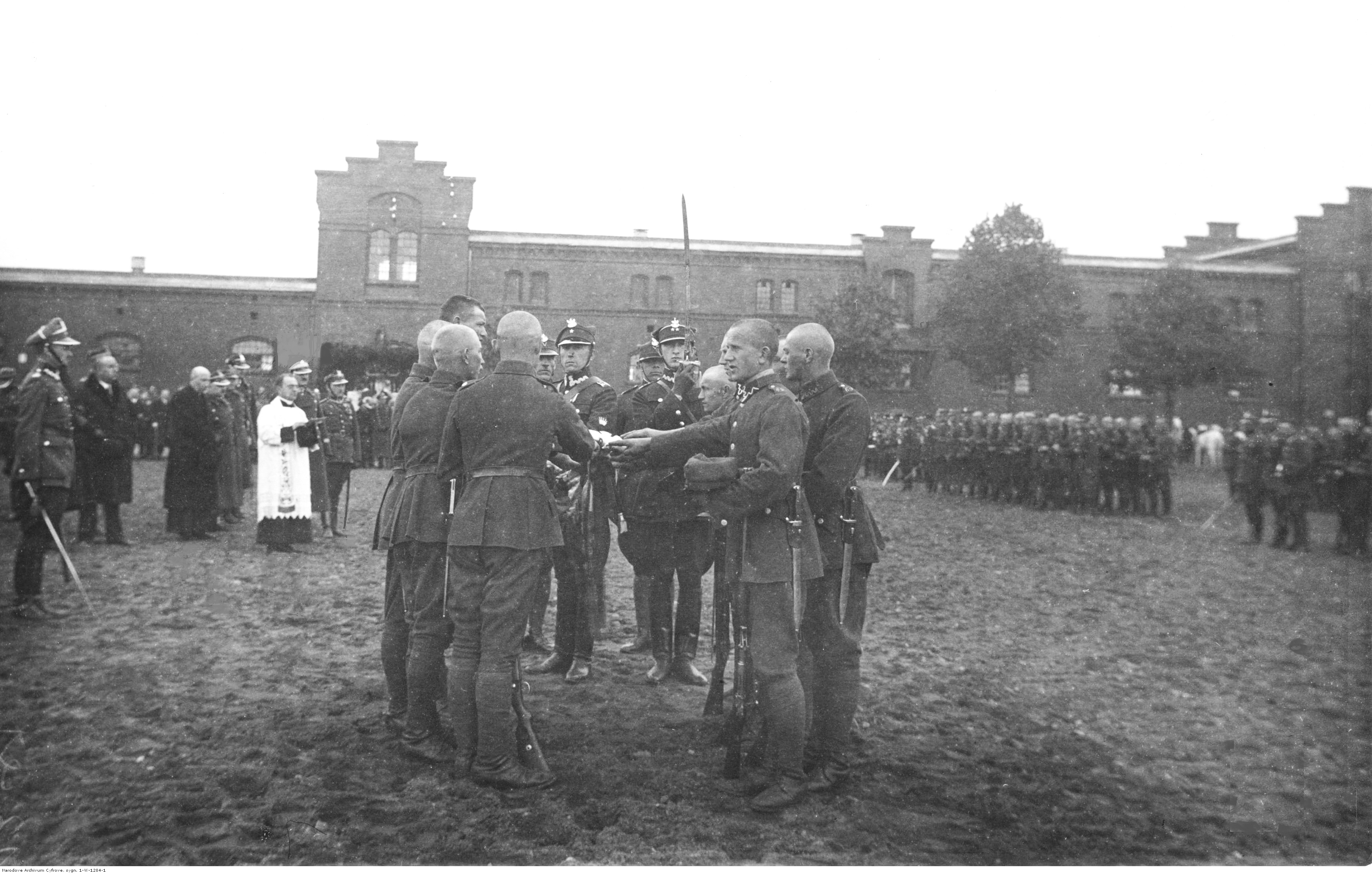
Przysięga rekrutów w 69 pp na dziedzińcu koszar w Gnieźnie

W okresie międzywojennym w Gnieźnie stacjonowało między innymi dowództwo 17 Wielkopolskiej Dywizji Piechoty oraz pododdziały 17 pułku artylerii lekkiej, 69 pułku piechoty, 17 kompania łączności, 17 dywizjon artylerii ciężkiej, komenda rejonu uzupełnień oraz inne urzędy i zakłady wojskowe.
Po II wojnie światowej część stajni przebudowano na garaże. Pojemność koszar przy ul. Wrzesińskiej w 1949 szacowano na 1100 ludzi, 430 koni, 40 czołgów, 63 samochody i 30 wozów. Stacjonował w nich 67 pułk artylerii haubic.
68 pułk artylerii haubic do 1951 zajmował koszary przy ulicy Sobieskiego, a 70 pułk artylerii haubic na Osiedlu Grunwaldzkim. Sztab macierzystej 12 Brygady Artylerii Ciężkiej zajmował budynek przy koszarach – obecnie Hotel Garnizonowy. W listopadzie 1951 brygadę rozwiązano, a pułki przeniesiono do innych garnizonów.
W 1951 sformowano 28 Brygadę Artylerii Przeciwpancernej. Jej 91 Wejherowski pułk artylerii przeciwpancernej przeniesiono z Kołobrzegu do koszar przy ulicy Wrzesińskiej, 92 pułk artylerii przeciwpancernej z Bolesławca do koszar przy ulicy Sobieskiego, a 93 pułk, formowany z zalążków wydzielanych z 91 i 92 pułku, umieszczono w koszarach na Osiedlu Grunwaldzkim i częściowo przy ulicy Wrzesińskiej.

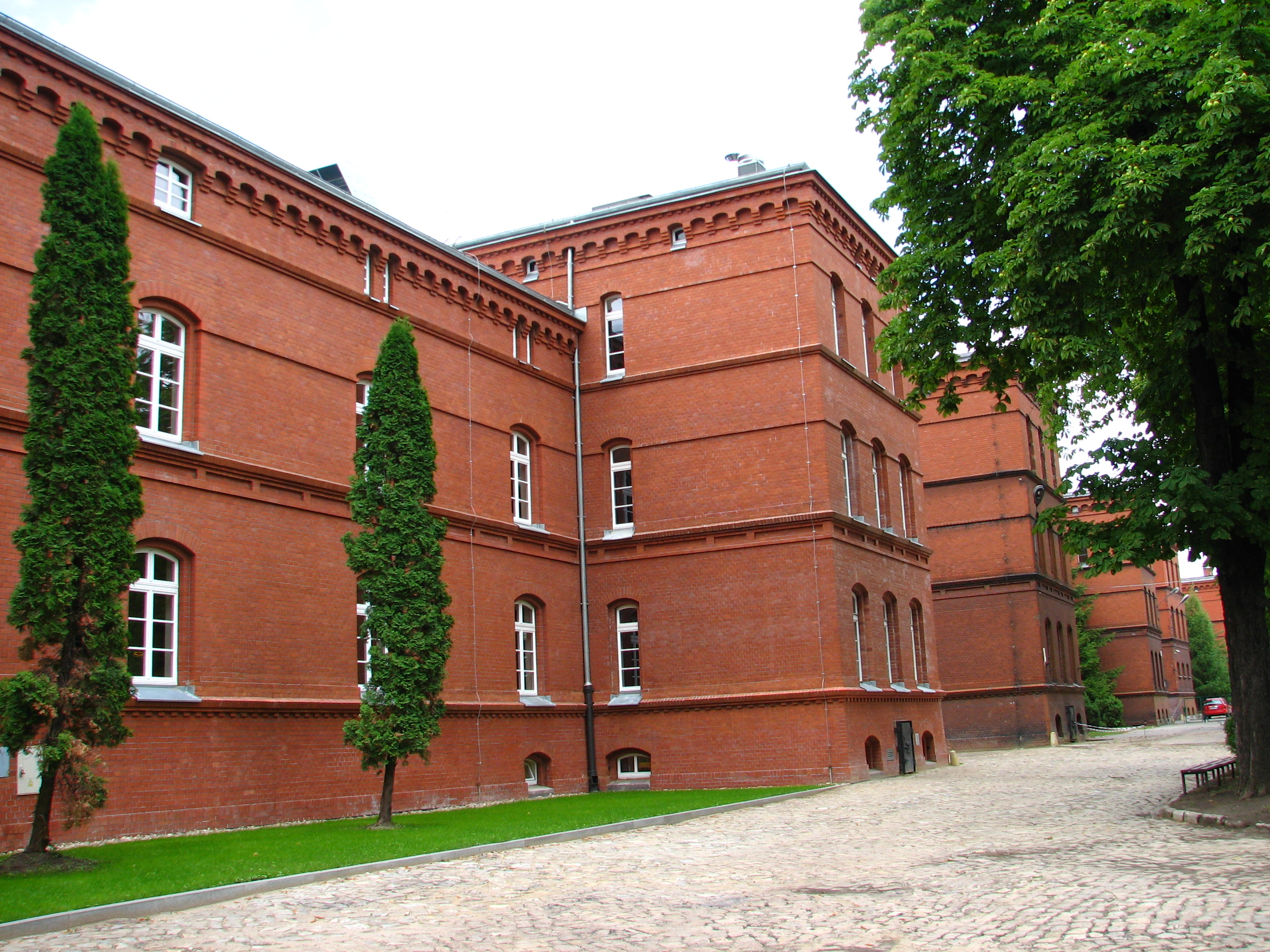
Byłe koszary w 2008

W ramach redukcji sił zbrojnych w 1956, rozformowano 28 Brygadę Artylerii Przeciwpancernej, pozostawiając w Gnieźnie 91 pappanc. W 1995 roku 91 Wejherowski pułk artylerii przeciwpancernej przemianowany został na 17 Gnieźnieński pułk artylerii przeciwpancernej. W czerwcu 1960 w koszarach przy ulicy Sobieskiego sformowano batalion inżynieryjno-budowlany, a od 8 czerwca 1967 przekształcony on został w 27 pułk inżynieryjno-budowlany. W 1989 na jego bazie powstał Wojskowy Zakład Remontowo-Budowlany.
W latach 90. XX wieku sukcesywnie likwidowano gnieźnieńskie jednostki wojskowe, a z końcem 1998 w garnizonie pozostała parafia wojskowa i Wojskowa Komenda Uzupełnień.
Do 2020 w stanie praktycznie niezmienionym zachował się kompleks koszarowy przy ulicy Wrzesińskiej. W 2002 został on zakupiony przez miasto. Większość jego obiektów zajmuje Akademia Nauk Stosowanych im. Hipolita Cegielskiego, a pozostałe mają różnych użytkowników. Znajduje się tu między innymi przedszkole, szkoła mundurowa oraz placówki usługowe i handlowe.